# Noye's Fludde
Noye's Fludde (svenska: Noas ark eller Noas flod) är en engelsk opera i en akt med musik av Benjamin Britten. 

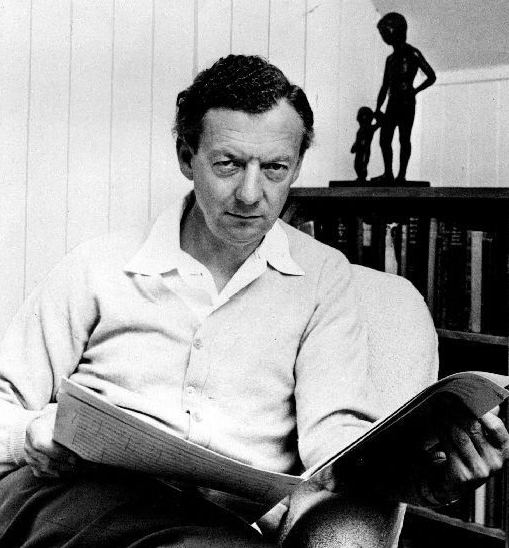
Benjamin Britten

## Historia
Britten gillade att involvera barn och amatörer i sitt musikskapande. Redan 1949 hade han skrivit barnoperan The Little Sweep och ett decennium senare var det dags för Noye's Fludde. Boris Ford var chef för skolprogrammen vid Associated Rediffusion (en Londonbaserad kommersiell TV-kanal) och bad 1957 Britten att skriva en uppdaterad version av mysteriespelen Chester Mystery Plays från tidigt 1400-tal. Dessa spel framfördes av vanliga hantverkare och handelsmän i samarbete med kyrkokören. Föreställningarna spelades på upphöjda scener som flyttades runt på stadsgatorna och där varje skrå framförde var sitt skådespel. Handlingarna var hämtade från bibliska texter, alltifrån skapelsen till yttersta domen. Britten blev intresserad då han länge hade tänkt att göra något av dessa mysteriespel. Ford fick dock sparken och TV-kanalen förlorade intresset men Britten bestämde sig för att själv gå vidare med projektet. 
Det mest kända av Chester Mystery Plays var historien om Noas ark och syndafloden, som traditionellt framfördes av vattenbärarnas skrå. Noa och hans söner lastar arken full med mat och djur medan Noas fru skvallrar med grannfruarna. Noa ber henne att skynda ombord men hon fortsätter att festa och skvallra, ända till sönerna bär ombord henne med våld. I slutet av spelet frambringar Gud en regnbåge som ett tecken på att människans synder är förlåtna.
Britten bad Charles Mackerras, som hade efterträtt Norman Del Mar som dirigent för English Opera Group, att dirigera musiken. Regissör och scenograf var Colin Graham. Kostymerna gjordes av Ceri Richards och koreografin av John Cranko. Operan hade premiär den 18 juni 1958 i Orford, Suffolk i samband med årets Aldeburgh Festival.

### Schismen mellan Britten och Mackerras

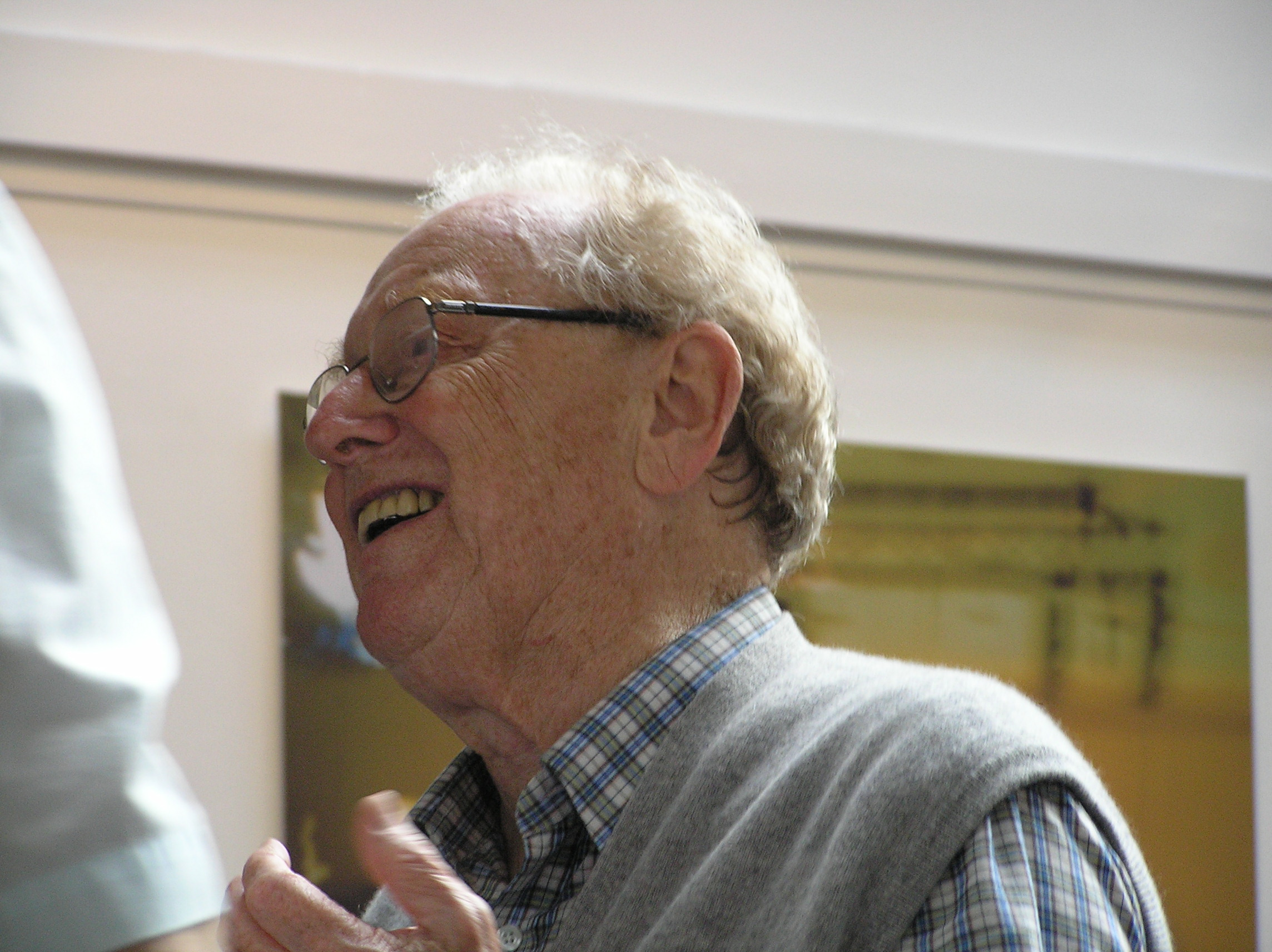
Sir Charles Mackerras 2005.

På grund av att operan krävde så många unga pojkars medverkan började det skämtas om Brittens fascination för detta. Mackerras deltog i skämtandet och kallade uppsättningen för "Brittens paradis". Skämtet nådde Cranko, som genast berättade vidare för Britten. Mackerras, som hade räknat Cranko som kollega och vän, kände sig förrådd men insåg att den homosexuelle Cranko uppenbarligen kände en större lojalitet med Britten än med Mackerras. Incidenten resulterade i det enda kända tillfället då Britten öppet konfronterade skvallret om sin kärlek till unga pojkar. Regissören Colin Graham såg det första tecknet på oro, då han regisserade 150 barn i den första orkesterrepetitionen:
Plötsligt uppenbarade sig Ben i dörröppningen, som ett svart åskmoln. Han avbröt inte repetitionen men var så upprörd efter att ha hört skämtet. Alla undrade vad som var på tok. Det var en obekväm situation och det skulle bara bli värre.
Mackerras var fullt upptagen med att dirigera och märkte inget av vad som pågick bakom hans rygg. När Britten kommit hem skickade han efter Mackerras som infann sig totalt omedveten om orsaken till att han hade skickats efter:
Ben och Peter (Pears, Brittens livspartner) var där. De berättade vad saken gällde och hur upprörd Ben var, och denne sa "Är jag en vällusting bara för att jag gillar umgås med barn?" Han var totalt lugn, men på ett iskallt sätt. Uppenbarligen var han rasande. Och Peter gav utlopp för sin ilska mycket mer än Ben. Han sa att jag hade förstört glädjen med "Noye's Fludde". Jag blev nervös och försökte förklara. Men hur kan man förklara det att vi alla /.../ var en aning roade över hans homosexualitet? Jag trot att det som verkligen chockerade honom var det faktum att jag, hans vän, pratade om honom på det sättet. Jag tror inte han var medveten om att vi måhända fann saken roande eller konstig.
För Mackerras var Brittens homosexualitet samma sak som hans kärlek till gossar. Brittens möte med Mackerras ledde inte till en definitiv brytning dem emellan ännu. Premiären skulle snart gå av stapeln och Mackerras var inblandad i flera andra produktioner vid Aldeburghs Festivalen. Men i fortsättningen talade de inte mer med varandra än nödvändigt och Mackerras blev inte inbjuden att dirigera i Aldeburgh på många år.

## Om operan

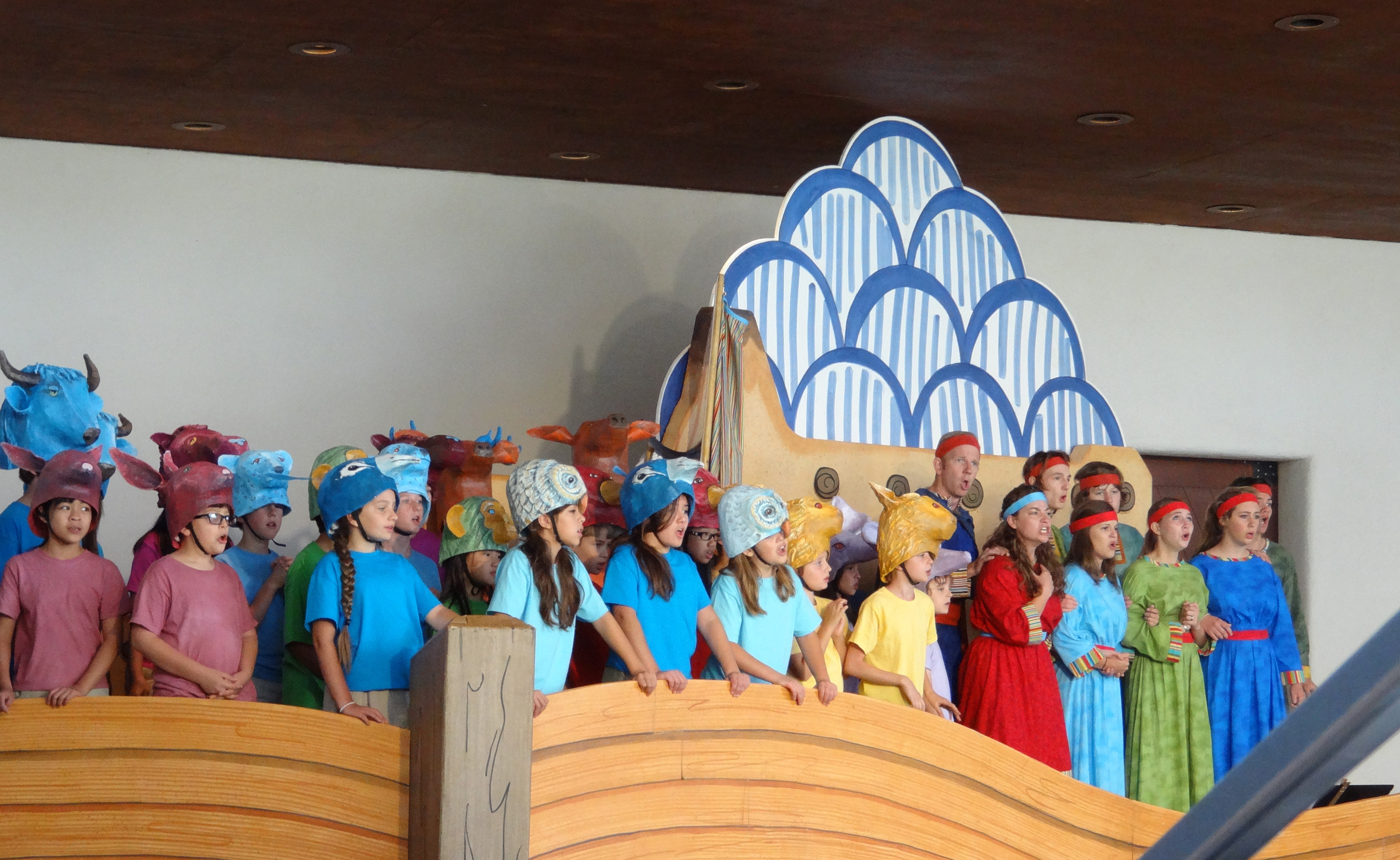
Föreställning från Operan i Santa Fé 2013.

Operan skrevs i en förenklad form lämplig att framföras av barn och amatörer. Britten bestämde att verket skulle framföras i en stor byggnad, gärna en kyrka (men inte i någon teater) stor nog att hysa sångare och orkester. Vidare skulle den medeltida texten användas men med modernt engelskt uttal. Vid första framförandet förekom 35 par "djur" indelade i sju grupper. Men "ju fler djur desto bättre" var Brittens önskan och en stor del av verkets charm består i att skapa kostymer och huvudbonader för alla lejon, getter, hundar, vargar, råttor, möss, hägrar, ugglor, kameler, åsnor, hästar, svin, duvor, ankor, korpar, rävar, harar med flera. Orkestern är skriven för ett minimum av 67 stycken varav 57 amatörer, och av sångarna är endast tre vuxna (Guds röst, Noye och hans fru) medan 90 är barn. I orkestern förordade Britten dessutom "så många blockflöjter som möjligt". Han ville att en utbildad musiker skulle spela pukor men åtminstone sex amatörer de andra slagverksinstrumenten. För att illustrera regnet föreslog Britten att barnen själva kunde tillverka det sökta instrumentet hemma: en fastlimmad mugg på en pinne på vilken de slog med en träsked. Detta i olika storlekar och format skulle frambringa ljudet av regn.

## Personer
- Guds röst (talroll)
- Noye (Noa) (basbaryton)[b]
- Mrs Noye (kontraalt)
- Sem (gossopran)
- Ham (gossopran)
- Jaffett (tenor eller gossopran)[c]
- Mrs Sem (flicksopran)
- Mrs Ham (flicksopran)
- Mrs Jaffett (flicksopran)
- Mrs Noyes skvallertanter (flicksopraner)

## Handling
Medan församlingen har sjungit "Lord Jesus, think of me" har Noye vandrat genom kyrkan till den tomma scenen där han knäböjer. Guds röst hörs ovanifrån och berättar att han tänker dränka jorden och förstöra allt liv förutom Noye och hans familj. Han instruerar Noye att bygga ett skepp (ark). Sönerna och deras fruar lyder men fru Noye struntar i uppgiften och föredrar att dricka med sina skvallertanter. Arken är färdig och Guds röst uppmanar Noye att gå in tillsammans med sin familj och alla djuren. Regnet börjar falla- Djuren kallas samman av bygelhorn och marscherar genom församlingen och in i arken medan de sjunger "Kyrie eleison". Fru Noye fortsätter att dricka med sina tanter. Till slut hämtas hon av sina tre söner och bär henne sprattlande in i arken medan skvallertanterna skrikande försvinner. Stormen börjar tillta och arkens invånare sjunger "Eternal Father, strong to save" tillsammans med församlingen i vers två och tre. Stormen bedarrar. Djuren somnar in och Noye tittar ut genom fönstret. Fyrtio dagar har gått och han sänder ut en korp för att se om det finns torrt land någonstans. Korpen återvänder dock. Han skickar då iväg en duva som återkommer med en olivkvist. Guds röst säger till Noye att lämna arken och djuren tågar ut sjungande "Alleluia". Gud lovar att aldrig mer förgöra människan och skapar en regnbåge som ett tecken på detta förbund. Under slutsången "The spacious firmament in high" uppenbarar sig solen, månen och stjärnorna. Djuren lämnar sakta scenen i en procession. Noye blir ensam kvar på scenen. Guds röst välsignar honom.

## Noye's Fluddesom filmmusik
Filmregissören Wes Anderson använde sig av Noye's Fludde i filmen Moonrise Kingdom från 2012. Filmen utspelas 1965 och tonåringarna Suzy (som korp) och Sam möts under en amatöruppsättning av operan. Anderson sade om Brittens musik:
The Britten music had a huge effect on the whole movie, I think. The movie's sort of set to it. The play of Noye's Fludde that is performed in it—my older brother and I were actually in a production of that when I was ten or eleven, and that music is something I've always remembered, and made a very strong impression on me. It is the colour of the movie in a way.
Förutom musik från Noye's Fludde förekommer det utdrag från The Young Person's Guide to the Orchestra, Friday Afternoons, Simple Symphony och A Midsummer Night's Dream.